# Klavholmen
Klavholmen är en ö i Finland. Den ligger i Finska viken och i kommunen Raseborg i den ekonomiska regionen  Raseborg i landskapet Nyland, i den södra delen av landet. Ön ligger omkring 74 kilometer väster om Helsingfors.
Öns area är 13,5 hektar och dess största längd är 0,5 kilometer i nord-sydlig riktning.